# Tobie Nathan
Tobie Nathan (Il Cairo, 1948) è uno psicoanalista, scrittore e diplomatico francese.

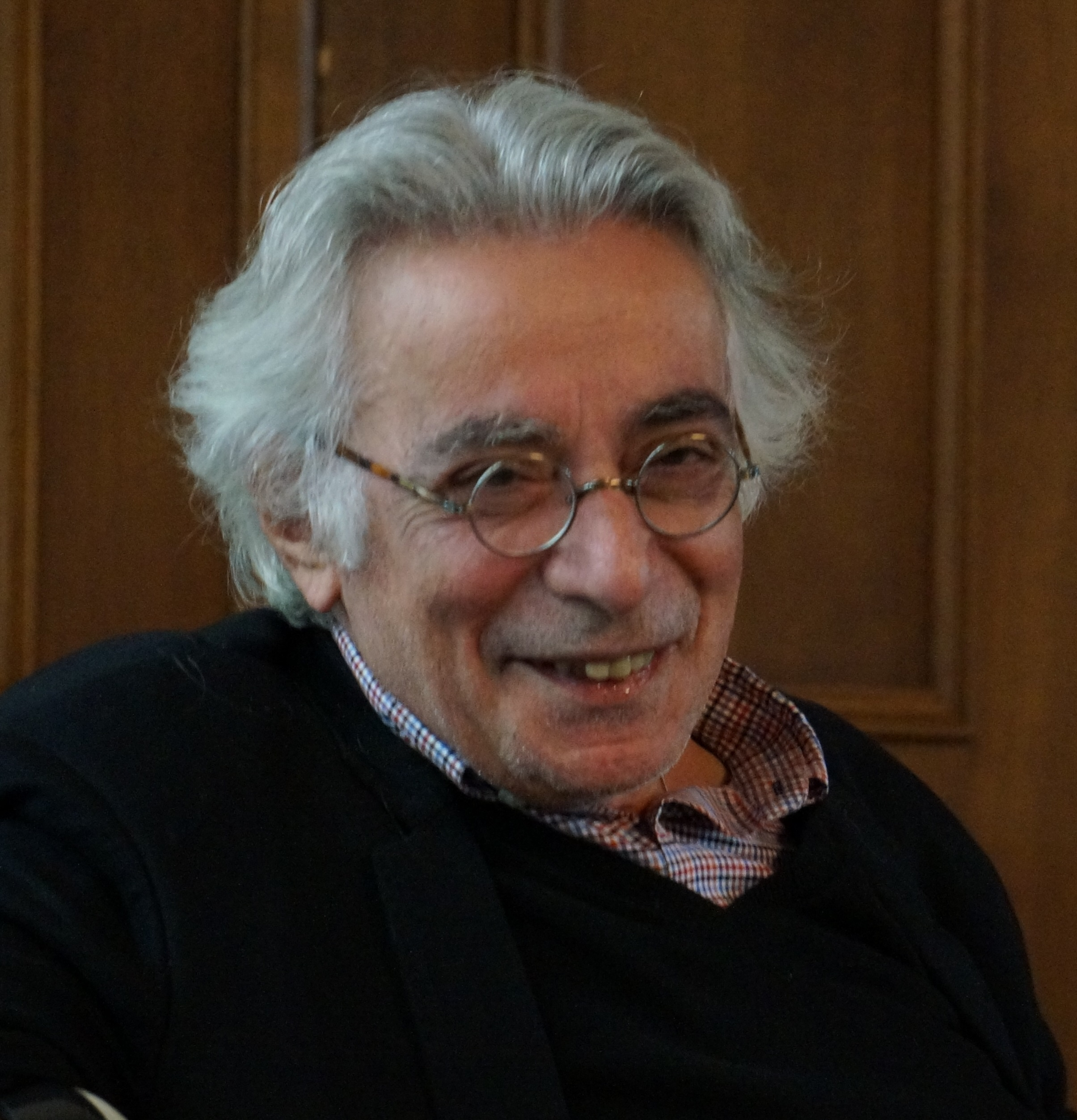
2014

Docente di Psicologia clinica e Psicopatologia all'Università Paris VIII, è il più noto rappresentante dell'etnopsichiatria in Francia.

## Biografia
Tobie Nathan è esperto psicologo presso la Corte d'appello di Parigi. Parallelamente all'attività accademica ha aperto nel 1979, presso l'ospedale Avicenna di Bobigny, il primo consultorio etnopsichiatrico francese, segnando la rottura col progetto del maestro Georges Devereux (con cui aveva fondato la rivista "Ethnopsychiatrica"). 
Nel 1993, nel campus dell'Università Paris VIII nel cuore di  Saint-Denis, fonda il Centre Georges Devereux, innovativo centro universitario di formazione, ricerca e assistenza psicologica alle famiglie di immigrati residenti nel quartiere.
Nel 1983 e nel 2000, fonda rispettivamente "La Nouvelle Revue d'ethnopsychiatrie" e "Ethnopsy".
È stato direttore della sede dell'Agence Universitaire de la Francophonie per l'Africa dei Grandi Laghi in Burundi e consigliere culturale presso l'Ambasciata di Francia a Tel Aviv (2004) e, dal 2009 a oggi, presso l'Ambasciata di Francia a Conakry.
Autore anche di narrativa, dal suo primo romanzo Saraka bo (Paris, Rivages, 1993) è stato tratto nel 1997 un film. In un'altra pellicola è stato invece attore, sostenendo il ruolo di uno psicanalista: Sono dappertutto.

## Critiche
La clinica etnopsichiatrica di Nathan è stata oggetto di alcune accese polemiche accademiche.

## Opere principali (tradotte in italiano)
- La follia degli altri: saggi di etnopsichiatria, Firenze, Ponte alle Grazie, 1990
- Princìpi di etnopsicoanalisi, Torino, Bollati Boringhieri, 1996
- (con Isabelle Stengers) Medici e stregoni: manifesto per una psicopatologia scientifica, il medico e il ciarlatano , Torino, Bollati Boringhieri, 1996
- Dieu-dope: un solo dio, la droga, Torino, Edizioni Gruppo Abele, 1997
- (con Catherine Lewertowski) Curare: il virus e il feticcio , Bologna, CLUEB, 2001
- Non siamo soli al mondo, Torino, Bollati Boringhieri, 2003
- Una nuova interpretazione dei sogni, Milano, Raffaello Cortina, 2011
- (con Nathalie Zajde) Psicoterapia democratica, Milano,  Raffaello Cortina, 2013
- Quando gli dei sono in guerra, Brescia, ELS La scuola, 2017
- I segreti dei vostri sogni, Torino, Codice edizioni, 2017

## Filmografia

### Attore
- 2016: Sono dappertuttto (Ils sont partout), regia di Yvan Attal